# Phantom power

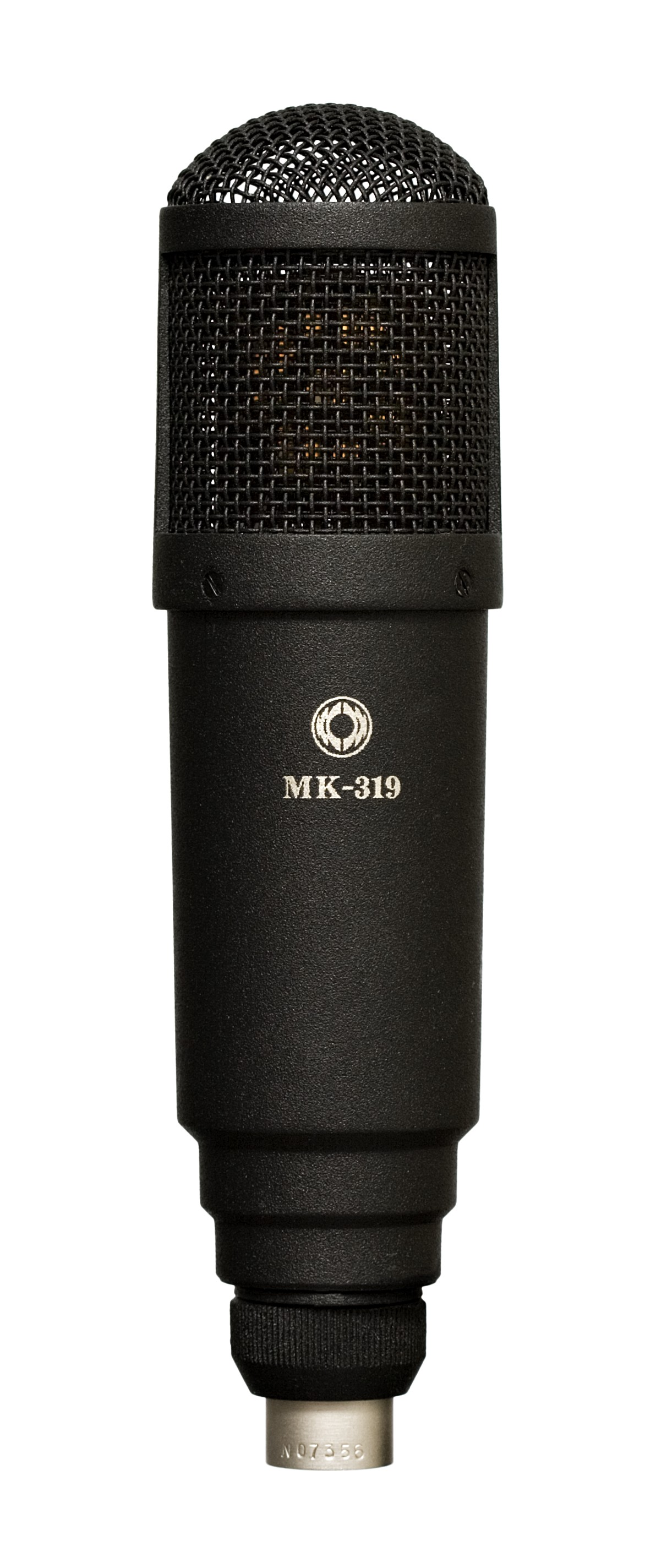
A condenser microphone requires power to produce a DC polarizing voltage and to power an internal amplifier required to drive long cables

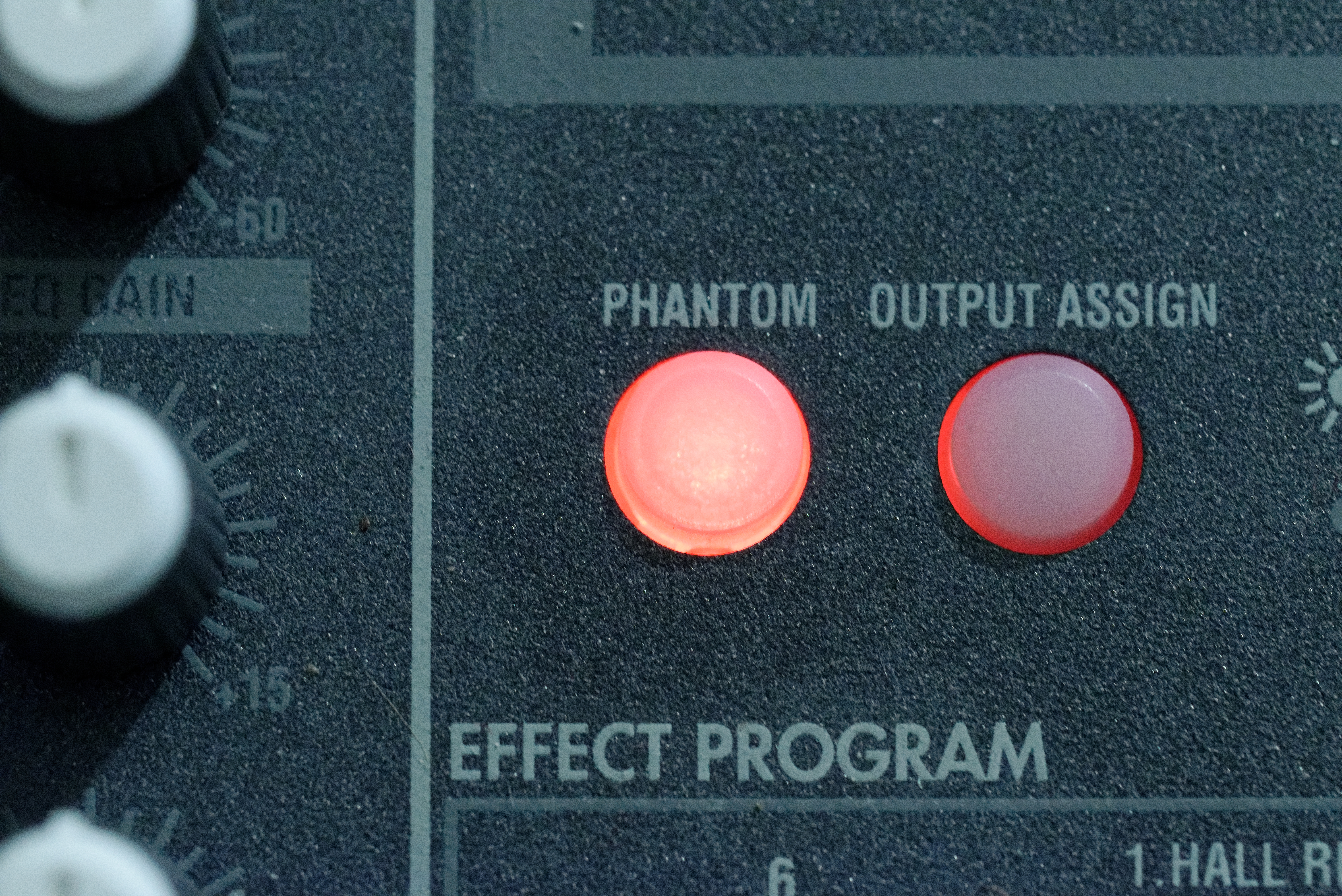
Botão "phantom power" e o indicador luminoso

Phantom power, no contexto de um equipamento de áudio profissional, é uma DC de potência elétrica enviada pelo cabo do microfone para operar microfones que contenham circuitos eletrônicos ativos. Ele é muito conhecido por ser um ótimo recurso para microfones condensadores, embora várias "direct boxes" também o utilizam. A técnica é também usada em outras aplicações quando a fonte de energia e o sinal da comunicação utilizam o mesmo fio.
A fonte de energia do "phantom" são muitas vezes fabricadas dentro de consoles de mixagem, microfones pre-amplificados e equipamentos similares. Em adição a energia do circuito de um microfone, os microfones condensadores tradicionais também utilizam o "phantom power" para polarizar o elemento transdutor do microfone.

## História
O "phantom power" foi primeiramente usado (ainda está em uso) na base de fios de cobre do sistema de linha telefônica desde a introdução do telefone de discagem rotativa, em 1919. Uma dessas funcionalidades no sistema telefônico foi para fornecer um sinal de corrente contínua em volta do caminho do transformador conectado aos amplificadores, tais como linhas analógicas de sistemas de transmissão.
O primeiro uso comercial conhecido disponível de um microfone com "phantom power" foi o Schoeps modelo CMT 20, lançado em 1964. Construído pelas especificações da rádio francesa, com 9-12 volts e corrente contínua "phantom power"; o polo positivo da alimentação foi aterrado. Os pré-amplificadores de microfone da série Nagra IV forneciam esse tipo de alimentação como uma opção por vários anos, e a Shoeps continuou a suportar o "negativo phantom" até a série CMT ser descontinuada em meados da década de 1970, mas que é obsoleto agora.
Em 1966, Neumann GmbH apresentou um novo tipo de microfone transistorizado para a corporação de radiodifusão norueguesa (NRK). A rádio norueguesa tinha requisitado a utilização do "phantom power". Como a NRK já tinha a alimentação de 48V disponível em seus estúdios para seu sistema de luzes de emergência, essa voltagem foi usada para alimentar o novo microfone (modelo KM 84) – esse é a origem do "phantom power" de 48V. Esse arranjo foi posteriormente padronizado na norma DIN 45596.

## Padrões
O comitê internacional da comissão de padrões eletrônicos dos sistemas multimídia – guia para características recomendadas de "interfaces" analógicas para alcançar a inalterabilidade – (IEC 61938:2018) especifica parâmetros para alimentação de microfones "phantom power". As três variantes são definidas pelo documento: P12, P24 e P48. Em adição, duas variantes adicionais (P12 e SP38) são mencionadas para aplicações especiais. A maioria dos microfones atualmente utiliza o padrão P48 (a potência máxima disponível é de 240 mW). Embora sistemas de 12 e 48 volts ainda serem usados, o padrão recomendado é 24V para alimentar sistemas novos.

## Informações técnicas

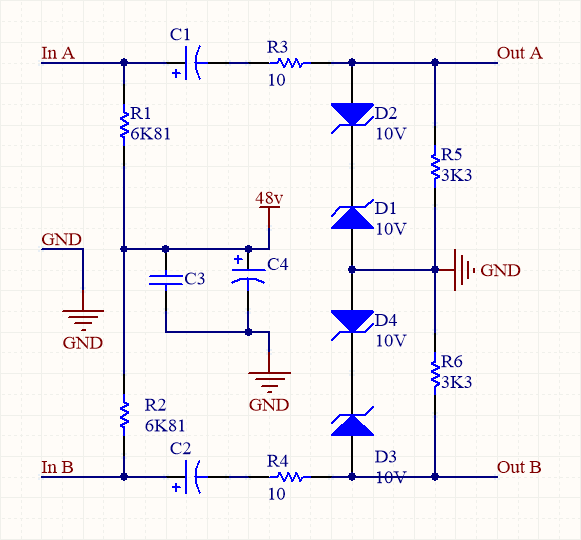
Um dos métodos de alimentação do "phantom power". Um microfone ou outro dispositivo que possa obter força de DC a partir de um sinal em linha a um terminal de aterramento e dois capacitores bloqueando essa DC de ir para a saída. R1 e R2 devem ser de 6.81k ohms para o "phantom power" de 48V (P48). R3 a 6 e diodo zener 1 a 4; protegem a saída no máximo até 10V.

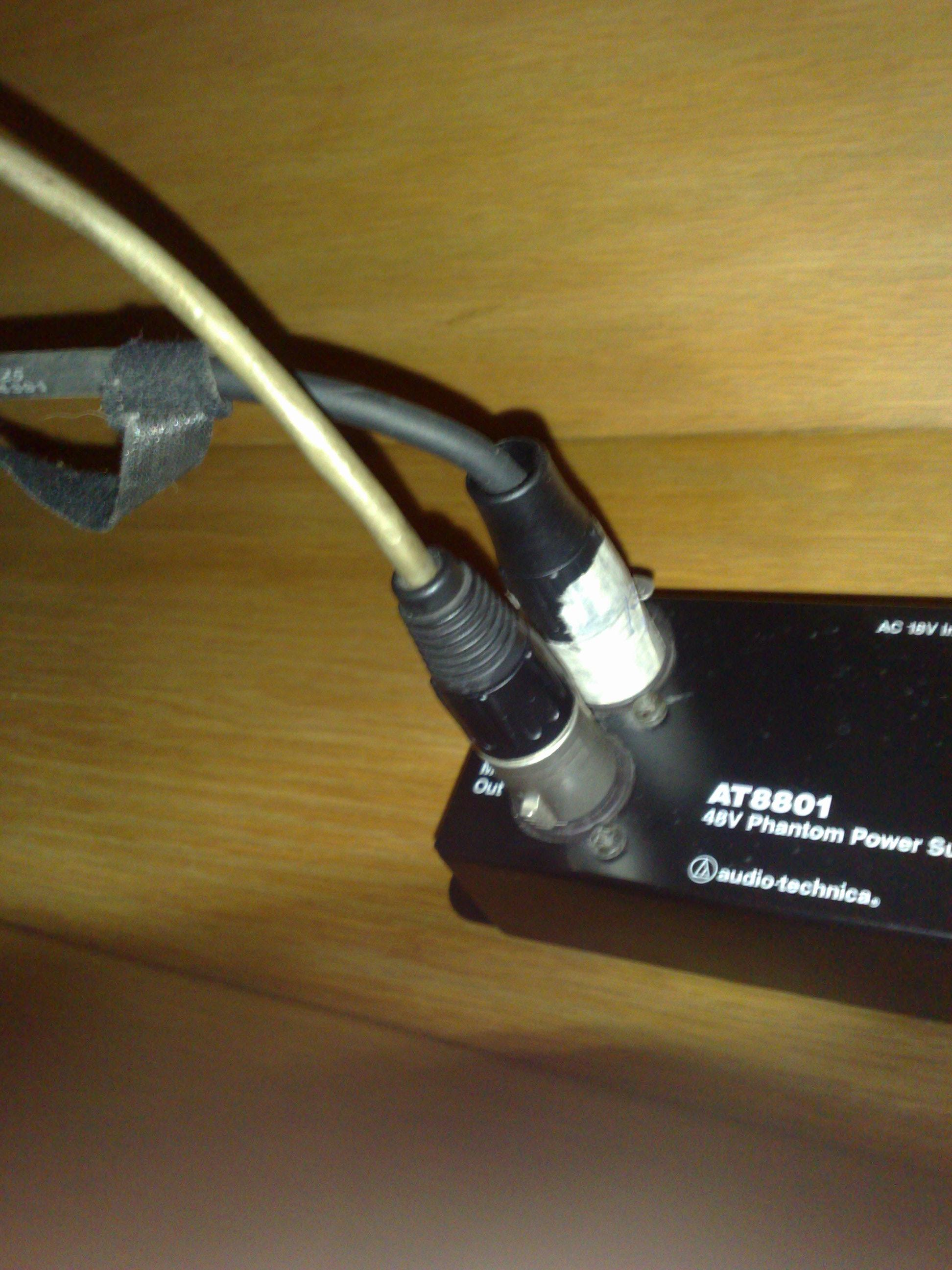
Uma alimentação externa "phantom power"

O "phantom power" consiste em um circuito "phantom" onde a corrente direta é aplicada igualmente através das duas linhas de sinal de um conector de áudio balanceado (em equipamentos modernos, ambos os pinos 2 e 4 de um conector XLR). A tensão de alimentação é referente ao grupo do pino terra do conector (pino 1 de um XLR), sendo normalmente conectado ao cabo blindado ou um fio terra no cabo, ou em ambos. Quando o "phantom power" foi introduzido, uma de suas vantagens foi que o mesmo tipo de cabo de microfone (balanceado e blindado) que já eram usados nos estúdios por microfones dinâmicos, poderiam ser usados por microfones condensadores. Isso vai em oposição aos circuitos com tubo de vácuo, a maioria requer cabos especiais multi-condutores.
Com "phantom power", a tensão de alimentação não tem efetividade para balancear microfones que não fazem uso dele, isso incluí a maioria dos microfones dinâmicos. Um sinal balanceado consiste apenas nas diferenças de voltagem entre duas linhas de sinal; o "phantom power" coloca a mesma voltagem de corrente contínua em ambas linhas de sinal da conexão balanceada. Isso está em forte oposição a outro método ligeiramente anterior de alimentação; conhecida como "alimentação paralela", ou "alimentação em T" (do termo alemão: Tonaderspeisung), em que a corrente contínua foi sobreposta diretamente ao sinal de modo diferencial. Conectar um microfone convencional em uma entrada que possua alimentação paralela ativa pode danificar o microfone.
A norma IEC 61938 define o padrão de 48, 24 e 12 volts para alimentação phantom power. Os condutores de sinal são positivos, ambos alimentados por resistores de igual valor (6,81 kΩ para 48 V, 1,2 kΩ para 24 V e 680 Ω para 12 V); a blindagem é aterrada. O valor de 6.81 kΩ não é crítico, mas os resistores devem corresponder em torno de 0.1%, ou melhor, para manter uma boa rejeição de tensão comum no circuito. A versão do "phantom power" de 24V, proposta a alguns anos depois da versão de 12 e 48 volts, foi também incluída na norma padrão DIN e está no padrão IEC, mas ele nunca foi largamente adotado pelas fabricantes.
Inicialmente, todos os consoles modernos de mixagem tinham um botão giratório para ligar e desligar o "phantom power". Na maioria dos equipamentos mais sofisticados isso poderia ser feito por um canal individual, em quando os pequenos mixes tinham um único botão que poderia controlar a alimentação de tensão para todos os canais. O "phantom power" pode ser bloqueado em qualquer canal com um transformador de isolamento 1:1, ou bloqueando capacitores. O ''phantom power" pode causar defeitos no equipamento ou danificá-lo permanentemente se for usado com cabos ou adaptadores conectados em um lado da entrada de aterramento, ou se algum outro equipamento, além de microfones, esteja conectado a ele.
Instrumentos amplificados raramente fornecem "phantom power". Para usar equipamentos que requeiram esse tipo de amplificação, uma fonte de alimentação separada deve ser inserida dentro da linha. Esses estão prontamente disponíveis comercialmente, ou alternativamente são um dos mais simples projetos para um construtor de equipamentos eletrônicos amador.

## Ressalvas

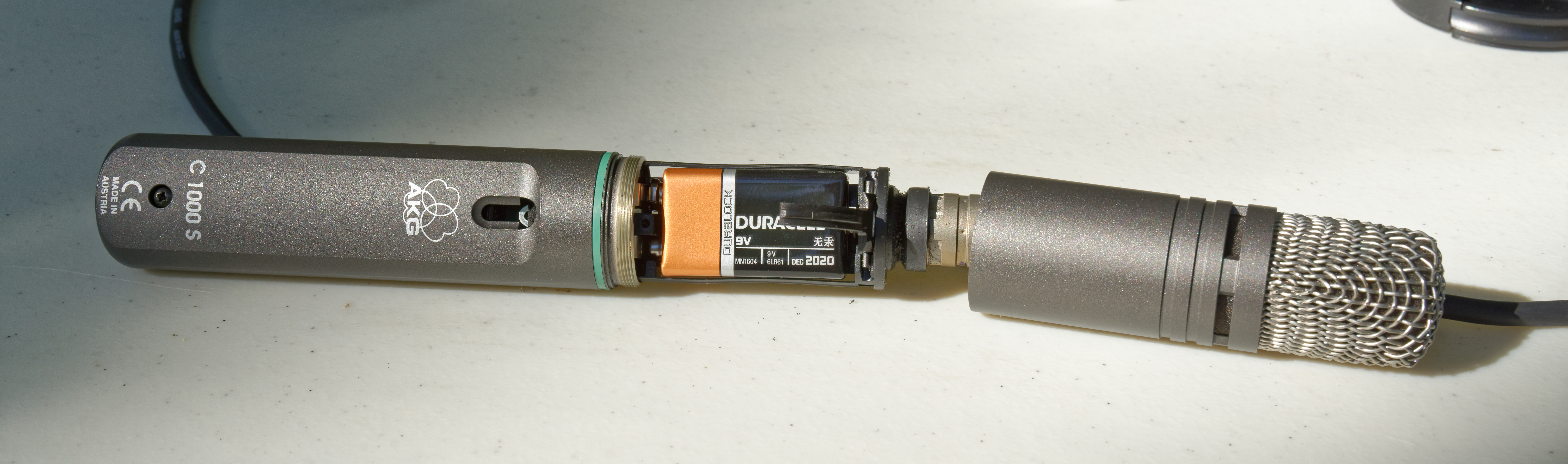
O AKG C1000S usa "phantom power" ou bateria

Alguns microfones oferecem a possibilidade de alimentação por uma bateria interna ou "phantom power" (externo). Em alguns desses microfones isso é aconselhável para remover baterias internas quando o "phantom power" está sendo usado, desde que baterias podem corroer ou vazar produtos químicos. Outros microfones são especificamente projetados para trocar para as baterias internas se uma fonte de alimentação externa falhar.
O "phantom power" nem sempre é usado de forma correta ou adequadamente, mesmo em pré-amplificadores, mixes e gravadores de qualidade profissional. Em parte, isso acontece na primeira geração (final da década de 1960 até meados da década de 1970) dos 48 volts do "phantom power" para microfones condensadores, porque eles tinham circuitos simples e requeriam apenas pequenas quantidades de corrente para operar (normalmente abaixo de 1 mA por microfone). Então a fonte "phantom" de alimentação dos circuitos era comumente fabricada dentro de gravadores, mixes e pre-amplificadores daquela época que foram designados na suposição que aquela corrente deveria ser a adequada. A norma original (DIN 45596) exigia a especificação de no máximo 2 mA para o "phantom power".  Essa aplicação tinha sido levada em diante ao presente; muitos circuitos de alimentação "phantom power", especialmente nos de baixo custo e equipamentos portáteis, simplesmente não podiam alimentar mais que 1 ou 2 mA no total sem danificar. Alguns circuitos também tinham uma significativa adicional resistência nas séries com o par padrão de alimentação de resistores para cada entrada de microfone; isso pode não influenciar microfones com baixas correntes. Mas pode desabilitar microfones que necessitam de mais tensão.
Em meados de 1970 e posteriormente, os microfones condensadores projetados para o "phantom power" de 48V, muitas vezes necessitavam de muito mais corrente (por exemplo, 2 – 4 mA para microfones sem transformador Neumann, 4 – 5 mA para a série Schoeps CMC -- "Colette" -- e microfones Josephson, 5 – 6 mA para a maioria dos microfones da série KSM da Shure, 8 mA para CAD Equiteks e 10 mA para Earthworks). Os padrões IEC entregavam 10 mA como corrente máxima permitida por microfone. Se a corrente necessária não estivesse disponível, um microfone ainda poderia imitir sinal, mas não entregaria o mesmo nível de performance desejada. Os sintomas específicos variam um pouco, mais o resultado mais comum deve ser a redução do nível de pressão sonora máxima que o microfone pode processar sem sobrecarregar (distorcer). Alguns microfones ainda mostram também baixa sensibilidade (nível de saída para um dado nível de pressão sonora).
A maioria dos interruptores de aterramento possuem efeito indesejado ao desconectar a alimentação do "phantom power". Sempre deve haver uma corrente contínua entre o pino 1 do microfone e o lado negativo da alimentação 48V, se a voltagem chegar nos circuitos do microfone. O "ground lift", sendo normalmente o pino 1, suspende esse caminho e desabilita a alimentação do "phantom power".
Existe uma crença comum que conectando um microfone dinâmico ou "ribbon" a um "phantom power" a entrada dele poderá ser danificada. Há três possibilidades para esse dano ocorrer. Se houver uma falha no cabo, o "phantom power" pode danificar alguns microfones pela voltagem aplicada através da saída do microfone. Danos no equipamento também são possíveis se um "phantom power" for conectado na entrada balanceada de um microfone dinâmico ou instrumentos musicais elétricos. O transiente gerado quando ocorre um "hot-plug" no microfone dentro de uma entrada com "phantom power" ativado pode danificar o microfone e possibilitando a pre-amplificação do circuito na entrada, porque nem todos os pinos no conector do microfone fazem contato simultaneamente. Há um instante quando a corrente flui para carregar a capacitância do cabo a partir de um dos lados da entrada do "phantom power" e não no outro. Isso é particularmente um problema que ocorre em microfones com longos cabos. É considerado uma boa prática desativar o "phantom power" em dispositivos que não requeiram ele.

## "Phantom power" digital
Microfones digitais – segundo o padrão AES 42 – podem ser alimentados com "phantom power" até 10V, embutido em ambas conduções de áudio e aterramento. Essa alimentação pode fornecer até 250 mA a microfones digitais. Uma variação chaveada no conector usual XLR e XLD pode ser usada para prevenir trocas acidentais de dispositivos analógicos e digitais.

## Outras técnicas de alimentação para microfones
O "T-power" – também conhecido como alimentação A-B ou T12, descrito na norma 45595 – é uma alternativa ao "phantom power" que ainda é largamente usado no mundo da produção sonora de filmes. Muitos mixes e gravadores destinados para aquele mercado possuem o "T-power" como opção. Microfones mais velhos como Sennheiser e Schoeps utilizam esse método de alimentação, embora gravadores novos e mixes estão eliminando gradualmente essa opção. Adaptadores tipo "barril" e fontes de alimentação dedicadas são feitos para adaptar microfones alimentados pelo "T-power". Muitas vezes, não há diferenças audíveis entre microfones utilizando esse método e microfones com alimentação P48. Neste esquema, os 12V são aplicados por resistores de 180 ohm entre o terminal "quente" do microfone (XLR: pino 2) e o terminal "frio" do microfone (XLR: pino 3). Esses resultados, em uma diferença de potencial 12V com significativa capacidade de corrente através dos pinos 2 e 3, causa, provavelmente, dano permanente, se aplicado a um microfone dinâmico ou "ribbon".
O "plug-in-power" (PiP) fornece uma baixa corrente de 3 – 5 volts a uma entrada de microfone em alguns equipamentos de consumos; tais como gravadores portáteis e placas de som para computadores. Isso também é definido na norma 61938. Ele difere do "phantom power" já que é uma interface balanceada com uma baixa voltagem (em torno de +5V) conectado a um condutor de sinal com retorno através do corpo do microfone; a potência da corrente contínua é igual ao sinal de áudio que vem do microfone. Um capacitor é usado para bloquear a corrente contínua vinda subsequente da frequência do circuito de áudio. Ele é muitas vezes usado para alimentar microfones de eletreto, que ainda não funcionam sem energia. Ele é adequando apenas para alimentar microfones específicos projetados para uso com esse tipo de fonte de alimentação. Possa haver danos se esses microfones forem conectados a um verdadeiro "phantom power" de 48V por um adaptador de 3.5 mm para XLR que esteja conectado a blindagem do XLR para o capa do 3.5 mm. O "plug-in-power" é convertido pelo padrão japonês CP-1203A:2007.
Um esquema similar linha de alimentação é encontrado em placas de som para computado. Ambas alimentações por "plug-in-power" e placas de som são definidas na segunda edição de IEC 61938.
Existem esquemas de alimentação alternativos que são indevidamente referenciados como sendo "phantom power" que não devem ser confundidos com a verdadeira alimentação "phantom power" 48V descrita acima.
Alguns microfones condensadores podem ser alimentados com uma célula contida de 1.5V em um pequeno compartimento no microfone, ou em um armazenamento externo.
O "phantom power" é às vezes usado pelos trabalhadores na aviônica para descrever a tensão de polarização da corrente contínua usada para alimenta microfones de aeronaves; que utilizam uma voltagem mais baixa do que os microfones profissionais. O "phantom power" é usado neste contexto é de 8 a 16 volts de DC em série com um resistor de 470 ohm (nominal), como especificado na incorparação RTCA; padrão DO-214. Esses microfones são evoluíram dos microfones de carbono usados no início da aviação e do telefone que dependiam de uma tensão de polarização DC através do elemento de carbono no microfone.

## Outros usos
O "phantom power" também é usado em outras aplicações além dos microfones:
- Active antennas
- Low-noise block downconverter
- Power over Ethernet